# Nain et Géant
Pour plus de détails, voir Fiche technique et Distribution.
Nain et géant est un court métrage de Georges Méliès sorti en 1901 au début du cinéma muet.

## Synopsis
Un homme se dédouble puis assiste, hilare, à l'agrandissement et au rapetissement de son sosie.

## Fiche technique
- Titre :  Nain et Géant ou Le nain et le géant
- Réalisation : Georges Méliès
- Pays de production : France
- Format : Muet - Noir et blanc
- Genre : Fantastique
- Durée : 1 minute
- Société de production : Star Film